# Borowe (województwo warmińsko-mazurskie)
Borowe (niem. Borowen, 1938–1945 Prauskenwalde) – wieś w Polsce położona w województwie warmińsko-mazurskim, w powiecie mrągowskim, w gminie Sorkwity. W latach 1975–1998 miejscowość administracyjnie należała do województwa olsztyńskiego.
Przez miejscowość przebiega droga wojewódzka nr 600. Nazwa wsi wywodzi się od boru, w miejscu którego miejscowość ta powstała.

## Historia
Wieś czynszowa powstała w 1548 r., kiedy to starosta z Szestna, Jerzy von Rechenberg, sprzedał Bartoszowi, dawniejszemu sołtysowi z Wydryn, 40 włók w dąbrowie nad Jeziorem Borowskim (obecnie jez. Dłużec) oraz 20 włók w tak zwanym Zakątku Maradzkim. Osadnikom przyznano 8 lat wolnizny (zwolnienia od czynszu). Zasadźca Bartosz otrzymał sześć włók płacąc po 30 grzywien za włókę. W 1563 r. książę Albrecht nadał cztery włóki w Lesie Borowskim Maciejowi Waniowskiemu, plebanowi z Sorkwit.
W 1785 r. we wsi było 25 gospodarstw domowych. W 1760 powstała szkoła. W 1815 r. było tu 35 domów i 161 mieszkańców. W 1818 r. do tutejszej szkoły chodziło 21 dzieci a nauka odbywała się głównie w języku polskim. W tym czasie nauczycielem był Albrecht Jóźwik (Jozwich), który nauczał także w języku niemieckim. W 1838 r. we wsi były 24 domy i 244 mieszkańców. Domy położone były wzdłuż jeziora oraz rzeczki Przebitki zwanej także Przyrzeczką. W XIX wieku mieszkający tu Fryderyk Ziemek upowszechniał w okolicy polską prasę i książki.
W 1935 r. w jednoklasowej szkole uczyło się 66 dzieci. W tym czasie wieś należała do parafii Rybnie. W 1938 r., w ramach akcji germanizacyjnej, ówczesne władze niemieckie zmieniły urzędową nazwę wsi Borowen na Prausken. W 1939 r. we wsi mieszkało 498 osób.